# Вежховиська-Другі (Мазовецьке воєводство)
Вежховиська-Другі (пол. Wierzchowiska Drugie) — село в Польщі, у гміні Сенно Ліпського повіту Мазовецького воєводства.
Населення — 113 осіб (2011).
У 1975-1998 роках село належало до Радомського воєводства.

## Демографія
Демографічна структура станом на 31 березня 2011 року:
|          | Загалом | Допрацездатний вік | Працездатний вік | Постпрацездатний вік |
| -------- | ------- | ------------------ | ---------------- | -------------------- |
| Чоловіки | 58      | 9                  | 42               | 7                    |
| Жінки    | 55      | 9                  | 28               | 18                   |
| Разом    | 113     | 18                 | 70               | 25                   |